# Bethelkerk (Lutterade)
De Bethelkerk was een Gereformeerd kerkgebouw, gelegen aan Groenstraat 52 te Lutterade.

## Geschiedenis
De kerk werd in gebruik genomen in 1931, kort nadat de Gereformeerde Gemeente van Lutterade als zelfstandige kerkgemeente werd erkend. Voordien was er een klein kerkgebouw aan de Tunnelstraat in gebruik, maar -vooral door toedoen van Staatsmijn Maurits- groeide de gemeente snel.
Het gebouw werd ontworpen door Joost Klaarenbeek en Jos Philips en het betrof een bakstenen kruisvormig kerkgebouw met korte armen en zonder toren. De bouwstijl toonde verwantschap met die van de Amsterdamse School. In 1953 werd de kerk aanmerkelijk vergroot door de kruisarmen te verlengen.
In 1958 fuseerde de kerkelijke gemeente tot de Gereformeerde Gemeente Geleen. In 1989 fuseerde deze Gemeente met de Hervormden tot een Samen-op-Weg-gemeente. Hierop werden de Kruiskerk en de Bethelkerk aan een projectontwikkelaar verkocht. Van de opbrengst werd de Ontmoetingskerk gebouwd. De Bethelkerk werd in 1994 gesloopt.